# Palatul Ministerul Justiției

Palatul Ministerul Justiției văzut din Parcul Cişmigiu

Palatul Ministerul Justiției este denumirea pe care a purtat-o clădirea proiectată, în stil art deco, de arhitectul Constantin Iotzu, în 1929, și a cărei construire a fost terminată în 1932, în București, pe Bd. Elisabeta 53, de către Antrepriza Ing. A. Ioanovici.
În prezent, clădirea este declarată monument istoric, cu codul  B-II-m-B-18692.

## Istoric

Reliefurile octogonale ce decorau portalul Ministerului de Justiție, realizate din bronz de sculptorul Iosif Fekete, „dispărute” în 1990, în timpul lucrărilor de renovare a clădirii.

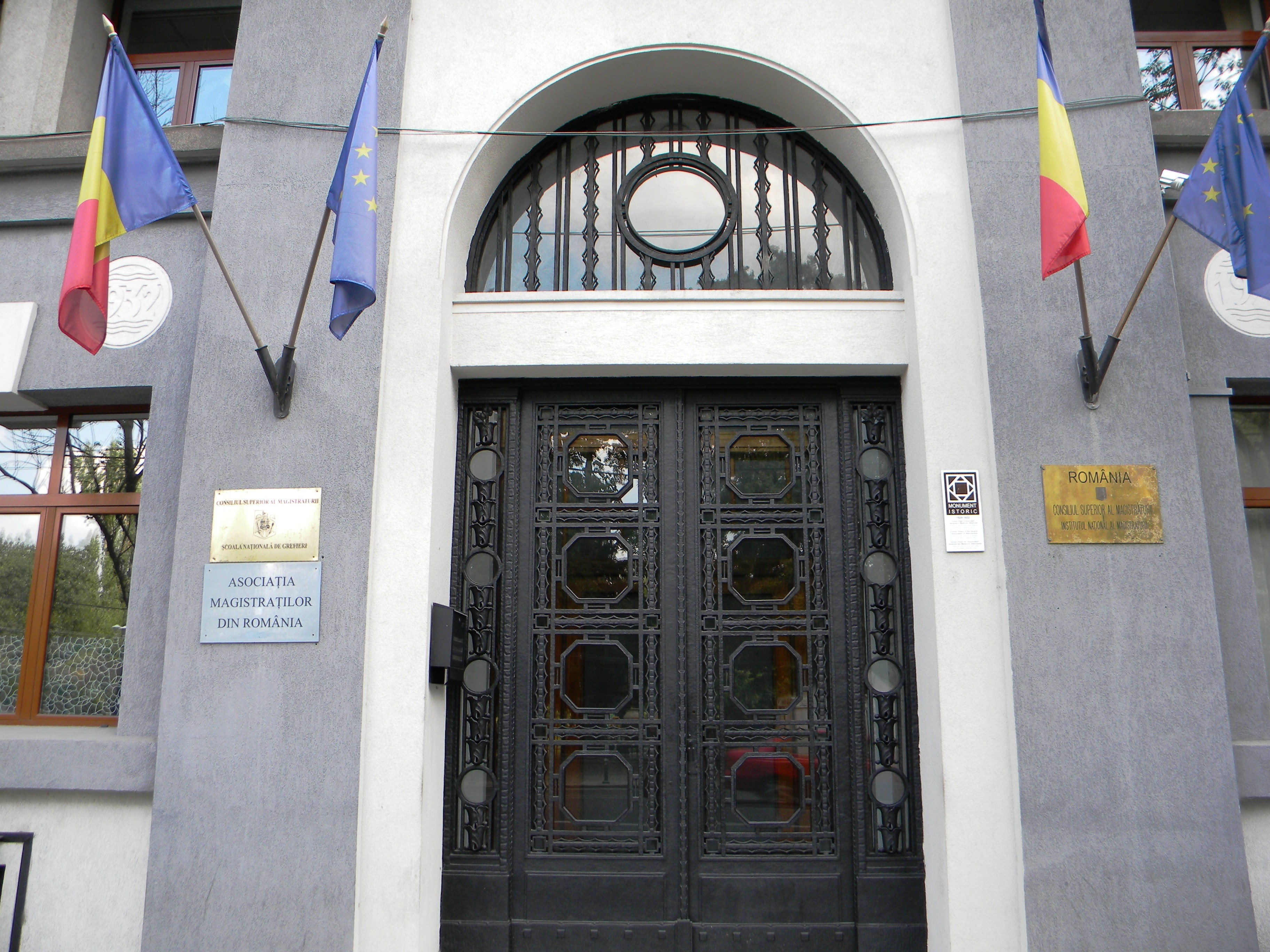
Aceeaşi intrare după renovare

Începând din anul 1921, circa 500 de membri ai „Asociației Generale a Medicilor Veterinari din România”, constituită din medici veterinari, provenind din Ministerul Instrucțiunii, Agriculturii și Armatei, au contribuit financiar la ridicarea acestui edificiu cotizând timp de 10 ani cu câte 5% din salariul lor. Clădirea, care purta inițial denumirea de „Casa medicilor veterinari” sau „Căminul Asociației medicilor veterinari”, numără în jur de 131 de camere, are subsol, parter, șase etaje, curte și mansardă.
Pe 26 februarie 1933, în prezența regelui Carol al II-lea al României, clădirea a fost inaugurată sub denumirea de „Palatul Asociației Medicilor Veterinari”.
Costul total al imobilului a fost de 46,9 milioane lei, din care 21,9 milioane lei s-au plătit din contribuția membrilor Asociației și 25 milioane lei dintr-un împrumut făcut la Casa de Depuneri și Consemnațiuni. Pentru a se putea restitui împrumutul, imobilul a fost închiriat Ministerului de Justiție, la început până în 1937, reușindu-se ca la 1 septembrie 1939 să fie achitat integral împrumutul și dobânda de la C.D.C., apoi contractul s-a prelungit până în 1942, 1944 și 1947, pentru a se putea acoperi și cota-parte din costul reparațiilor avariilor provocate de cutremurul din 1940 și de bombardamentele din 1944.
În urma naționalizării din 1948, în 1949 „Asociația Generală a Medicilor Veterinari din România” a fost desființată, clădirea a intrat în patrimoniul statului și în ea s-a instalat definitiv Ministerul Justiției, vechii proprietari fiind evacuați.
Reliefurile octogonale ce decorau portalul Ministerului de Justiție, realizate din bronz de sculptorul Iosif Fekete  – pentru care a fost premiat la Salonul Oficial din 1933 - au „dispărut” în 1990, în timpul lucrărilor de renovare a clădirii.
Cu ocazia aceleiași renovări au fost îndepărtate și alte elemente decorative ale clădirii care aveau legătură cu medicina veterinară.

## Situația prezentă
În prezent, în clădire funcționează Institutul Național al Magistraturii, Școala națională de grefieri, Asociația Magistraților din România și Institutul Național de Expertize Criminalistice.